# Emirato de Néyed y Hasa
El emirato de Néyed y Hasa fue un estado que existió desde 1913 hasta 1921. Era una monarquía dirigida por la casa de Saúd. El estado se formó después de que las fuerzas sauditas tomaron Al-Hasa del control de la guarnición otomana, durante la conquista de Al-Hasa. Es un antecedente directo del sultanato de Néyed.